# アンナ・ボレーナ
『アンナ・ボレーナ』（Anna Bolena）は、ガエターノ・ドニゼッティが作曲し、1830年にミラノ、カルカノ劇場で初演された2幕のトラジェディア・リリカである。16世紀のイングランド国王ヘンリー8世とその2番目の妃アン・ブーリン並びに3番目の妃ジェーン・シーモアの史実に基づく作品である。
- 原作：イッポリト・ピンデモンテの小説『エンリーコ8世、またはアンナ・ボレーナ（Enrico VIII ossia Anna Bolena  ）』及びアレサンドロ・ペーポリ『アンナ・ボレーナ』
- 台本：フェリーチェ・ロマーニ

「ドニゼッティ女王三部作」（英語：the Three Donizetti Queens）と呼ばれる、テューダー朝とその女性たちを主役としたオペラ（1830年の本作品、1835年の『マリーア・ストゥアルダ』、1837年の『ロベルト・デヴリュー』）の1つである。

## 役柄及び上演史
役柄及び初演のキャストは、以下の表の通りである。
| 役柄                                                      | 声種         | 初演のキャスト                    |
| --------------------------------------------------------- | ------------ | --------------------------------- |
| イングランド王妃アンナ・ボレーナ (アン・ブーリン)         | ソプラノ     | ジュディッタ・パスタ              |
| イングランド国王エンリーコ8世 (ヘンリー8世)               | バス         | フィリッポ・ガッリ                |
| ジョヴァンナ・セイモー (ジェーン・シーモア), アンナの女官 | メゾソプラノ | エリザ・オルランディ              |
| ロシュフォール卿 (ジョージ・ブーリン), アンナの弟         | バス         | ロレンツォ・ビオンディ            |
| リッカルド・ペルシー卿 (ヘンリー・パーシー)               | テノール     | ジョヴァンニ・バティスタ=ルビーニ |
| スメトン (マーク・スミートン), 王妃の楽士                 | コントラルト | ヘンリエッテ・ラロシュ            |
| エルヴェイ, 国王の武官                                    | テノール     | アントニオ・クリッパ              |
| 宮廷人たち, 兵士たち, 猟師たち                            |              |                                   |

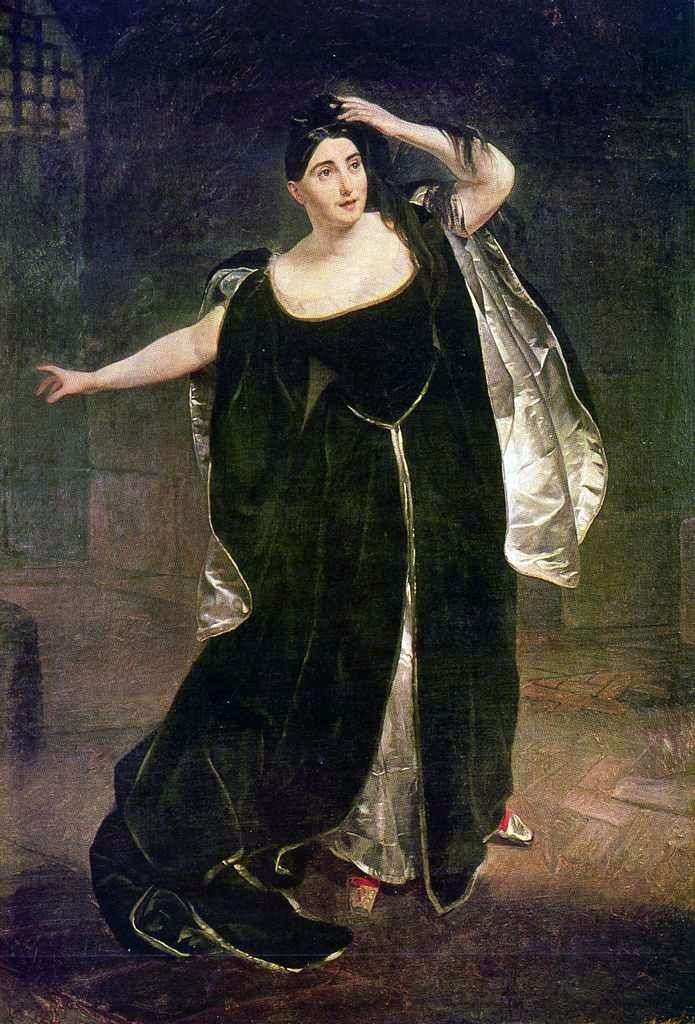
アンナを演じるジュディッタ・パスタ

1830年12月26日の初演は、「圧倒的な成功」であった。ドニゼッティの師であるヨハン・ジモン・マイールは、かつての弟子を「マエストロ」と呼ぶようになった。また、イタリア・オペラ界においてもドニゼッティは一躍ロッシーニやベッリーニと並ぶ「イタリアオペラ界における最も輝ける名前」となった。
初演から19世紀後半にかけての状況
1830年のイタリア初演の後、本作は1831年7月8日にロンドンの王立劇場でイギリス初演され、1839年11月12日にはニューオーリンズのテアトル・ドルレアンにおいてアメリカ初演が行われている。アメリカ初演に際しては、フランス語で上演されている。1850年からヴェリズモが台頭する1881年まで、25都市で上演がされ、人気を博した。しかし1881年以降、上演は稀になっていった。
1950年代まで
20世紀前半にはほとんど上演されなかった本作が頻繁に上演されるようになったのは、第二次世界大戦後のことである。1947年12月30日にバルセロナのリセウ大劇場の開場100周年を記念して上演された（同劇場は、1847年に本作品で開場している）。アンナはサラ・スクデッリ、セイモーをジュリエッタ・シミオナート、エンリーコ8世はチェーザレ・シエピというキャストであった。1957年4月にはスカラ座初演が行われ、アンナをマリア・カラスが演じている。この上演は、ルキノ・ヴィスコンティの演出の元で行われた。この上演に関して、カラスの伝記を記したユルゲン・ケスティングは、「この公演は、マリア・カラスのキャリアにおいてもひとつの頂点となっている。」と述べている。なお、この上演は録音が残されている（後述）。1959年6月26日には米国のサンタフェ・オペラにおいて、「ほぼ1世紀以上ぶりとなる全曲ノーカット上演」が行われた。
1960年代以降
1960年代以降の上演に関しては、「ドニゼッティ・ルネサンス」と称されるドニゼッティ再評価運動において上演が増加したことが特筆される。レイラ・ジェンチェル、モンセラート・カバリェ、マリサ・ガラヴァニー、レナータ・スコット、エディタ・グルベローヴァ、マリエラ・デヴィーアなどが、本作品の上演ないし録音に貢献している。また、アメリカのソプラノであるビヴァリー・シルズは、1970年代にニューヨーク・シティ・オペラにおいて本作を含むドニゼッティのテューダー朝三部作を取り上げ、大成功を収めた。彼女はまた、この三部作のスタジオ録音を残している。
21世紀以降
本作品は、いわゆる歌劇場の「スタンダードなレパートリー」とは言えない。しかし、21世紀の今日において、特に英語圏において上演が増加し、録音もなされるようになってきている。2010年11月に、ダラス・オペラが本作品と『マリーア・ストゥアルダ』を同時に上演した。また、ミネソタ・オペラも「Three Queens」3部作の1つとして本作を上演した。ヨーロッパにおいては、2011年の春にウィーン国立歌劇場で上演された。この時は、アンナ・ネトレプコとエリーナ・ガランチャがそれぞれアンナとセイモーを演じた。また、同年9月にはメトロポリタン歌劇場が2011-2012年のシーズンの開幕作品として、初めて本作を取り上げた。アンナをネトレプコ、演出はデヴィッド・マクヴィカーであった。また、イギリスのマンチェスターのOpera Seria UKは、2012年から2014年にかけて「テューダー・クィーンズ」（Tudor Queens）3部作として本作を取り上げる予定である。ウェールズ・ナショナル・オペラも2013年9月から11月にかけて本作を上演しており、英語圏の各地で本作品が上演され続けている。

## 楽曲構成[8]
- シンフォニア

第1幕
- 1 導入:「王は来られたのか？」 Né venne il Re? (合唱)
- 2 ジョヴァンナの登場:「王妃が私をお呼びになった」 Ella di me sollecita (ジョヴァンナ)
- 3 シェーナとロマンツァ - アンナのカヴァティーナ:「ああ、取繕わないで」 Deh non voler costringere (スメトン) - 「ああ、この純真な若者は」Come, innocente giovane (アンナ、合唱)
- 4 シェーナと二重唱:「余の持つすべての光は」Tutta in voi la luce mia (エンリーコ、ジョヴァンナ)
- 5 シェーナとカヴァティーナ:「彼女を失ったあの日から」 Da quel dì che, lei perduta (ペルシー、ロシュフォール、合唱)
- 6 シェーナと五重唱:「私は感じた、この手の上を」 Io sentii sulla mia mano (アンナ、エンリーコ、エンリーコ、ペルシー、ロシュフォール、合唱)
- 7 シェーナとカヴァティーナ：「ああ、恍惚の余り」Ah, parea che per incanto (スメトン)
- 8 シェーナと二重唱:「国王が君を憎んでも、私は君を今でも愛している」 S'ei t'abborre, io t'amo ancora (ペルシー、アンナ)
- 9 第1幕フィナーレ:「皆、黙っておるのか、震えているのか」Tace ognuno, è ognun tremante (エンリーコ、スメトン、 ペルシー、アンナ、ロシュフォール、ジョヴァンナ、合唱)

第2幕
- 10 導入:「ああ、どこに行ってしまったのか」 Oh, dove mai ne andarono (合唱)
- 11 シェーナと二重唱:「神がその者の頭上に」 Sul suo capo aggravi un Dio (アンナ、ジョヴァンナ)
- 12 合唱、シェーナと三重唱:「どうなった？裁判官の前に」 Ebben? Dinanzi ai giudici -「2人とも死ぬがよい、不実な者どもめ」Ambo morrete, o perfidi (エンリーコ、アンナ、ペルシー)
- 13 シェーナとアリア:「このような手に負えぬ炎は」 Per questa fiamma indomita (ジョヴァンナと合唱)
- 14 レチタティーヴォ、シェーナとアリア ：「君は生きるのだ、私はそれを望む」Vivi tu, te ne scongiuro (ペルシー)
- 15 合唱：「一体誰が直視できよう」 Chi può vederla a ciglio asciutto
- 16 狂乱の場及び第2幕フィナーレ: 「あなたたちは、泣いているの？」Piangete voi? -「あの場所に連れて行って」 Al dolce guidami (アンナ) -「邪悪な夫婦よ」 Coppia iniqua

## あらすじ
- 時：1536年
- 場所[9]：ロンドン及びウィンザー城、そしてロンドン塔
- 第1幕第1場：夜、ウィンザー城の王妃の居室
宮廷の人々が、国王エンリーコがすでに王妃アンナを見捨て、新たな女性に夢中になっていることを噂をしている(「王は来られたのか？」 Né venne il Re?)。そこへ、王妃が信頼する侍女であるジョヴァンナがやってくる。しかし、彼女こそ国王の新しい愛人である。自分を信頼する王妃を裏切っていくことに罪の意識をいだくジョヴァンナ(「王妃が私をお呼びになった」Ella di me sollecita)。そこへアンナが現れる。沈む気持ちを慰めるために、小姓であるスメトンに歌を所望する。ひそかに王妃を愛するスメトンは、その気持ちを託して歌う(「ああ、取繕わないで」 Deh non voler costringere)。しかし、王妃は耐えきれなくなりそれを止める。王の心変わりと王妃としての栄華のはかなさを悲しむアンナ(「ああ、この純真な若者は」Come, innocente giovane )。夜明け近くなり、もはや国王が来ないと悟った彼女は、眠りに就くために退場する。ジョヴァンナ以外の人々も王妃に付き添う。1人残るジョヴァンナの元に国王エンリーコがやってくる。王は、アンナと離婚しジョヴァンナを王妃に迎えようとしている。王妃になれば、この世の栄華を共に分かち合えると囁く国王(「余の持つすべての光は」Tutta in voi la luce mia)。それに対して、ジョヴァンナは、このような神に祝福されない関係を断ち切りたいと懇願する。王妃の元に戻るよう願うジョヴァンナに対しエンリーコは「アンナは余を裏切っていた」として、暗に婚姻の解消をほのめかす。王のたくらみを恐れるジョヴァンナだが、王を止めることはできない。
- 第1幕第2場：昼。ウィンザー城内の庭園
別々の方向から、ペルシーとアンナの弟ロシュフォールが登場する。ペルシーは、アンナのかつての恋人であったために、国王より追放され、亡命生活を送っていた。しかし、今度赦免されることになり、ウィンザー城へやってきたのだ。王がアンナから心変わりをしたことを噂で聞いたペルシーは、かつての恋人の身を案じる。彼は、まだアンナを愛し続けていることをロシュフォールに告白する(「彼女を失ったあの日から」Da quel dì che, lei perduta)。ロシュフォールは、そんな親友の身を案じる。狩りが始まる音が聞こえ、国王、そして王妃がやってくる。国王は、ペルシーに今度の赦免は王妃のとりなしであると囁く。喜ぶペルシーだが、国王の表情を見たアンナや宮廷の人々は国王が一体何を企んでいるのかと、不安がる(「私は感じた、この手の上を」Io sentii sulla mia mano)。国王は、武官のエルヴェイに王妃やペルシー達を監視するよう、命じて狩りへ出発する。
- 第1幕第3場：ウィンザー城内のアンナの私室へ通じる控えの間
アンナの小姓スメトンは、密かに盗み出したアンナの肖像画を見つめ、アンナへの思いを歌う(「ああ、恍惚の余り　Ah, parea che per incanto」 )。スメトンは、盗んだ肖像画を返すつもりで、ここへ来ていた。しかし、人が来る気配がするので、カーテンの後ろに隠れる。そこへ、アンナとロシュフォールがやってくる。ロシュフォールは、アンナにペルシーに会うよう頼み込む。最初拒否したアンナだが、弟の頼みを断れず会うことにする。ペルシーは、アンナへの愛を告白する(「国王が君を憎んでも、私は君を今でも愛している」S'ei t'abborre, io t'amo ancora)。二度と会わないと拒むアンナに、ペルシーは剣を抜いて自殺しようとする。驚いたスメトンがカーテンから現れる。あまりのことに気絶するアンナ。そこへ、国王の登場が告げられ一同は恐怖する。エンリーコがエルヴェイと廷臣たちを連れて現れる(「皆、黙っておるのか、震えているのかTace ognuno, è ognun tremante」) 。無実を訴えるアンナだったが、国王は「言いたいことは判事の前でするがよい」と冷酷に語り、衝撃を受けるアンナやほかの人々の逮捕を命じる。
- 第2幕第1場：ロンドン。アンナが軟禁されている部屋へと続く控えの間
アンナの女官たちが、嘆いている(「ああ、どこに行ってしまったのか」Oh! dove mai ne andarono le tsurbe adulatrici)。裁判を控え、神に祈るアンナの所へジョヴァンナが現れる。ジョヴァンナは、アンナに罪を自白すれば、王はアンナと離婚し命は助かります、と言う。しかし、アンナは名誉を失ってまで助かりたくはないという。ジョヴァンナは、「エンリーコの愛で玉座が約束されている哀れな女のためにも、それを薦める」と語る。怒るアンナは、その女に天罰をと呪いの言葉を浴びせる(「神がその者の頭上に」 Sul suo capo aggravi un Dio )。アンナの激しい怒りに、ついにジョヴァンナは自分こそ、その女であると告白する。信頼していたジョヴァンナに裏切られたと知ったアンナは、怒りをぶつける。しかし、ジョヴァンナの「国王を愛したことを今や恥じている。私の愛は拷問です」と告白するのを聞き、「お前に罪は無い。悪いのはお前にそのような愛の炎を燃やした人にある」と語り、慈悲を与え、退出する。
- 第2幕第2場：アンナへの裁判が行われている法廷へと続く控えの間
裁判の成り行きを宮廷の人々が見守っている(「「どうなった？裁判官の前に」Ebben? Dinanzi ai giudici)。人々は、スメトンが王妃との姦通を告白させられたと語り、この事件は国王の企みであり、結論はすでに用意されているのだと歌う。国王とエルヴェイが現れ、スメトンが上手く自白したと語る。そこへアンナとペルシーが衛兵に囲まれ、やってくる。アンナは、国王へ「王族としての名誉のために、法廷でさらし者にしないでくれ」と懇願する。しかし、エンリーコは聞き入れない。それどころか、スメトンと姦通を行ったではないかと侮辱する。あまりのことに怒る彼女は、「陛下こそ、スメトンを甘言に乗せて偽証をさせたのではないか」と反論する。ペルシーは、アンナを救うためにアンナと自分はすでに結婚しており、王との結婚は無効であると訴える。むろん、国王は聞く耳を持たず2人を引き立てるよう衛兵に命じる。ジョヴァンナが現れ、国王にアンナの赦免を願う(「このような手に負えぬ炎はPer questa fiamma indomita」)。王は、ジョヴァンナに「王妃の座はお前のもの」と求婚するが、ジョヴァンナは拒む。そこへエルヴェイが判決を持ってやってくる。アンナは死罪、そして関係した人間もすべて連座することになる。アンナの赦免を求めるジョヴァンナだが、国王は聞き入れず退場する。
- 第2幕第3場：ロンドン塔 
衛兵に付き添われ、ペルシーとロシュフォールがやってくる。そこへエルヴェイが現れ、国王が2人を赦免すると伝える。しかし、アンナが処刑されると知ったペルシーは、「罪のない彼女が死に、罪ある私が生きることを望むほど卑劣な男だと思うのか！」と叫び、赦免を拒否する。ペルシーは、君だけでも助かるべきだとロシュフォールにすすめる(「君は生きるのだ、私はそれを望む　Vivi tu, te ne scongiuro」)。しかし、ロシュフォールも死を選び、2人は衛兵に連行される。一方、アンナの牢獄では侍女たちがアンナがショックのあまり錯乱してしまったことを嘆いている(「一体誰が直視できよう」Chi può vederla a ciglio asciutto」)。そこへ錯乱したアンナが現れる。錯乱した状態で過去を振り返り、歌う(狂乱の場「あなたたちは、泣いているの？」Piangete voi? -「あの場所に連れて行って」Al dolce guidami)。人々が嘆き悲しんでいると、エルヴェイと衛兵たちがやってくる。アンナは正気を取り戻し、「何という時に正気に戻ったのだ！」と嘆く。エルヴェイ達によって、ロシュフォールとペルシー、そしてスメトンが連行されてくる。スメトンは、自分が国王の甘言に乗り、王妃と姦通したことを告白する。ペルシーとロシュフォールは怒る。しかし、アンナは「スメトン、ハープを引かないの？」と支離滅裂なことを語り、再び狂気に陥る。そこへ、祝砲や鐘の打ち鳴らす音が聞こえる。それを聞いて、正気に戻ったアンナは「あの音は何のためか」と聞く。それは、ジョヴァンナの戴冠を祝福するためのものである。それを聞いたアンナは、エンリーコとジョヴァンナを呪い(「邪悪な夫婦よ」 Coppia iniqua)、卒倒する。スメトン、ペルシー、ロシュフォールらを獄吏たちが刑場に引き出そうとする中、幕が降りる。

## 録音及び映像
| 年      | キャスト                                                                                       | 指揮者及び上演劇場 | レーベル                                        |
| ------- | ---------------------------------------------------------------------------------------------- | --- | ----------------------------------------------- |
| 1957    | マリア・カラス, ニコラ・ロッシ＝レメーニ, ジュリエッタ・シミオナート, ジャンニ・ライモンディ   | ジャナンドレア・ガヴァッゼーニ, スカラ座管弦楽団及び合唱団 (1957年4月17日、ミラノ、スカラ座でのライブ録音。演出ルキノ・ヴィスコンティ。譜面のカット多数)              | CD: EMI Cat: CDMB 5 66474-2                     |
| 1958    | レイラ・ジェンチェル, プリニオ・クラバッシ, ジュリエッタ・シミオナート, アルド・ベルトッチ     | ジャナンドレア・ガヴァッゼーニ, ミラノ・イタリア放送協会交響楽団及び合唱団                                                                                            | CD: Andromeda Cat: ANDRCD 5114                  |
| 1965    | レイラ・ジェンチェル, カルロ・カーヴァ, パトリシア・ジョンソン, ファン・オンチナ               | ジャナンドレア・ガヴァッゼーニ, グラインドボーン音楽祭, ロンドン・フィルハーモニー管弦楽団, Glyndebourne グラインドボーン祝祭合唱団 (1965年6月13日の上演のライブ録音) | CD: Hunt Cat: CD 554                            |
| 1967    | テレサ・ツィリス＝ガラ, カール・リッダーブッシュ, ヴェラ・リトル ジーン・ファーガスン          | アルベルト・エレーデ, ケルン・西部ドイツ放送交響楽団及び合唱団 | CD: Opera Depot Cat: OD 10388-2                 |
| 1968/69 | エレナ・スリオティス, ニコライ・ギャウロフ, マリリン・ホーン, ジョン・アレクサンダー           | シルヴィオ・ヴァルヴィーゾ, ウィーン国立歌劇場管弦楽団及び合唱団 | CD: DECCA Cat: 455 069-2                        |
| 1972    | ビヴァリー・シルズ, パウル・プリシュカ, シャーリー・ヴァレット, ステュアート・バロウズ         | ジュリアス・ルーデル, ロンドン交響楽団 ジョン・オールディス合唱団 (初のノーカット完全版)                                                                              | CD: DG Westminster Legacy Cat: 471 217-2        |
| 1984    | ジョーン・サザーランド, ジェームス・モリス, ジュディス・フォースト, マイケル・マイヤーズ       | リチャード・ボニング, カナディアン・オペラ・カンパニー管弦楽団及び合唱団                                                                                              | DVD: VAI Cat: 4203                              |
| 1994    | エディタ・グルベローヴァ, ステファノ・パラッチ, ドロレス・ジーグラー, ホセ・ブロス             | エリオ・ボンコンパーニ, ハンガリー放送交響楽団及び合唱団 | CD: Nightingale Classics Cat: NCO 070565-2      |
| 2006    | ディミトラ・テオドシウ, リッカルド・ザネラート, ソフィア・ソロヴィ, ジャンルカ・パゾリーニ     | ファブリツィオ・マリア・カルミナーティ, ベルガモ、ドニゼッティ音楽祭管弦楽団及び合唱団 (ドニゼッティ劇場での録画)                                                     | DVD: Dynamic Cat: 33534                         |
| 2011    | アンナ・ネトレプコ, イルデブランド・ダルカンジェロ エリーナ・ガランチャ フランチェスコ・メーリ | エヴェリーノ・ピド ウィーン国立歌劇場管弦楽団及び合唱団 | DVD: Deutsche Gramophon DDD 0440 073 4725 6 GH2 |